# Mettelsbach
Der Mettelsbach ist ein 21⁄2 km langer Bach im Gebiet des Stadtteils Ottendorf der Stadt Gaildorf im Landkreis Schwäbisch Hall im nordöstlichen Baden-Württemberg, der nach etwa ostnordöstlichem Lauf einen knappen halben Kilometer unterhalb der Flussbrücke der B 19 bei Niederndorf von links in den mittleren Kocher mündet. Er ist der mittlere von drei Bächen, die auf einem Flussabschnitt von insgesamt nur einem halben Kilometer Länge bei Niederndorf von links in den Fluss einfließen.

## Geographie
Der Mettelsbach hat zwei Oberläufe, die beide mehr oder weniger hoch am Abfall des Mainhardter Waldes entstehen.

### Linker Oberlauf
Der linke Oberlauf beginnt seinen Weg im Waldgewann Reute ⊙ auf etwa 390 m ü. NHN. Er fließt gut 300 Meter nordostwärts bergab und wechselt dann in die Wiesenflur des Hinteren Löchles, wo er als wenig schlängelnder, kahler Graben ostwärts läuft. Nach der Querung eines Wirtschaftswegen wird er im Gewann Vorderes Löchles von einer Gehölzreihe begleitet, die nach dem Zufluss eines kleinen Hanggrabens von Nordwesten aus dem Schönrain spärlicher wird. Auf etwa 336 m ü. NHN vereint er sich wenig später mit dem anderen Oberlauf.
Der linke Oberlauf ist etwa 1,2 km lang und trägt ein etwa 1,2 km² großes Teileinzugsgebiet bei, das überwiegend waldbestanden ist.

### Rechter Oberlauf
Der rechte Oberlauf entsteht auf etwa 360 m ü. NHN am Rand des Waldes Eulat zum Wiesengewann Götzenloh ⊙. Er fließt zunächst recht geradlinig und von einzelnen Bäumen begleitet nach Nordosten und durchläuft nach weniger als einem halben Kilometer einen etwa 5 Ar großen Teich. Dann unterquert er den beim anderen Oberlaufast genannten Wirtschaftsweg und durchläuft in insgesamt weiterhin nordöstlicher Richtung einen nach Südosten ausholenden Bogen. Nach insgesamt etwa 1,1 km langem Lauf vereint er sich mit dem anderen Zweig. Sein Teileinzugsgebiet ist etwa 1,1 km² groß.

### Weiterer Verlauf
Ab dem Zusammenfluss ⊙ zieht der Mettelbach wenig schlängelig und mit sporadisch Baum und Strauch am Ufer nach Ostnordosten. Nachdem ihn ein Wirtschaftsweg von Ottendorf zum Steinbühl gequert hat, wendet er sich nach Nordosten. Er gräbt sich nun tiefer ein, mäandriert immer stärker und wird er von einer nur selten unterbrochenen Baumgalerie begleitet. Von rechts läuft etwas Quellabfluss zu, dann quert ihn ein weiterer Feldweg. Auf den letzten 300 Metern ist die Talmulde von Bäumen erfüllt. Schließlich mündet er auf 310,3 m ü. NHN von links und weniger als einen halben Kilometer unterhalb der Kocherbrücke der B 19 bei Niederndorf in den mittleren Kocher, etwa 200 Meter unterhalb der Mündung des Schwärzenbachs und etwa 300 Meter oberhalb der des Liensbachs.
Der Mettelsbach mündet nach einem mit seinem längeren linken Oberlauf zusammen 2,5 km langen Lauf mit mittleren Sohlgefälle von etwa 32 ‰ rund 80 Höhenmeter unterhalb von dessen Ursprung in der Reute.

### Einzugsgebiet
Das Einzugsgebiet des Mettelsbach umfasst 2,7 km², sein Westteil mit dem bewaldeten Abhang im Unterraum Mainhardter Wald, das größere offene, überwiegend von Wiesen  bedeckte Tiefland davor im Gaildorfer Becken gehören naturräumlich gesehen insgesamt zu den Schwäbisch-Fränkischen Waldberge. Der höchste Punkt ganz im Westen nahe dem nördlichsten Gehöft des Oberroter Streuweilers Stiershof erreicht etwa 526 m ü. NHN.
Der Abfall des Mainhardter Waldes im Westen ist überwiegend bewaldet, weiter östlich ist die flachere offene Flur meist von Wiesne bedeckt, die im östlichen Gebiet auf den Höhen über der Unterlauftalmulde mehr und mehr durch Äcker ersetzt werden.
Reihum grenzen die Einzugsgebiete der folgenden Nachbargewässer an:
- Im Nordwesten liegt jenseits eines nur kurzen Scheidenabschnitts das Quellgebiet des Tiefklingenbachs, der über den Dendelbach in den nächsten größeren linken Zufluss Bibers des Kochers entwässert;
- jenseits der übrigen nördlichen Wasserscheide fließt der Liensbach zuletzt sehr nahe zum Kocher;
- im Südosten zieht der Schwärzenbach nunmehr oberhalb und noch näher zum Kocher;
- im Süden grenzt kurz das Einzugsgebiet des Kammersbachs an, der diesen noch weiter aufwärts erreicht;
- hinter dem langen Kamm im Südwesten fließt der am Oberlauf Steinbach genannte Diebach südwärts und zuletzt der Stiersbach westwärts und weiter aufwärts zur Fichtenberger Rot, dem nächsthöheren großen Kocherzufluss.

Das Gebiet liegt weit überwiegend in der Stadtteilgemarkung Ottendorf von Gaildorf, ein schmaler Streifen am Westrand in der Gemeindegemarkung von Oberrot und ein Zwickel im Nordwesten in der von Rosengarten. Besiedelt ist es allein mit dem isoliert stehenden Haus Nr. 60 der Langen Straße von Spöck am Ostsüdostrand und mit zwei womöglich aber nur landwirtschaftlich genutzten Gebäuden zwischen den zwei Oberläufen vor dem Hangfuß.

## Geologie
Die im Einzugsgebiet liegenden mesozoischen Schichten gehören alle dem Keuper an. Dessen höchste auftretenden Schicht, der Stubensandstein (Löwenstein-Formation) des Mittelkeupers, liegt an der südwestlichen Wasserscheide auf dem Höhenrücken bei Stiershof. Darunter liegen am Abhang nach Nordosten zu sukzessive in schneller Folge Obere Bunte Mergel (Mainhardt-Formation), Kieselsandstein (Hassberge-Formation), Untere Bunte Mergel (Steigerwald-Formation) und Schilfsandstein (Stuttgart-Formation). Einen bedeutendere Flächenanteil als diese alle zusammen hat der darunter bis über den Zusammenfluss der beiden Oberläufe hinab anstehende Gipskeuper (Grabfeld-Formation). Erst auf dem letzten halben Talkilometer beginnt am Unterhang der Lettenkeuper (Erfurt-Formation) des Unterkeupers auszustreichen, anfangs rechts, später auch links.
Diese älteren Schichten sind schon weit oben in den Tälern mit holozänem Schwemmland bedeckt, welches im unteren Haupttal etwa mit Einsetzen des Lettenkeupers in ein Auenlehmband übergeht, das sich dann bis zur Mündung zieht. Sehr weitflächig im mittleren und unteren Einzugsgebiet liegen im Pleistozän vom Kocher teils sehr weit von seinem heutigen Bett entfernt angelagerte Terrassensedimente. Hangschutt überdeckt die oberen, noch steilen Partien im Gipskeuper.
Von Westen her zieht eine Störungslinie auf die Mündung zu, die südlichste des Störungsbündels der Neckar-Jagst-Furche, deren Tiefscholle also an der Nordseite liegt.
Zwischen den beiden Oberläufen liegt im Gewann Lauswiesen eine Schweinsgrube genannte, wannenartige Gipskeuperdoline ⊙ mit hoch eingeschwemmtem sandigem und kiesigem Material und auch Totholz. Die Doline ist mit Bäumen überwachsen und hebt sich so als kleine Waldinsel von der Umgebung ab. Ein kleiner Graben aus den umgebenden Wiesen läuft ihr in stumpfem Winkel zur Muldenrichtung ihres abwärts lange gewässerlosen Seitentälchens zu. Der Zufluss versinkt unter einer einige Meter hohen Felswand an der Westseite, an der Ostseite ist der Geländeabsatz zur Einsenkung inzwischen allenfalls noch zwei Meter tief.

## Natur und Schutzgebiete
An den Mettelsbach und seinen rechten Oberlauf grenzen mehrfach Röhrichtflächen. An den galeriebegleiteten Laufabschnitten des Baches fließt er auf etwa drei Meter breiter Sohle, die bis zu zwei Meter eingetieft ist. An manchen Stellen dieses geschlungenen Abschnitts prallt das Wasser gegen ins Bett vorstehende Bäume, anderswo ist das Ufer abgebrochen. An manchen Stellen liegen umgestürzte Bäume oder wurde Altholz angeschwemmt.
Die unter → Geologie erwähnte Schweinsgrube ist Naturdenkmal. Im Nordwesten und Südwesten reicht jeweils ein Streifen von für andere Einzugsgebiete errichteten Wasserschutzgebieten herüber. Fast das gesamte Gebiet liegt im Landschaftsschutzgebiet Ostabfall des Mainhardter Waldes mit Teilen des Kochertales und Nebentälern zwischen Gaildorf und Westheim, das ganze im Naturpark Schwäbisch-Fränkischer Wald.

### LUBW
Amtliche Online-Gewässerkarte mit passendem Ausschnitt und den hier benutzten Layern: Lauf und Einzugsgebiet des Mettelsbachs

Allgemeiner Einstieg ohne Voreinstellungen und Layer: Daten- und Kartendienst der Landesanstalt für Umwelt Baden-Württemberg (LUBW) (Hinweise)
1. 1 2  Höhe nach dem Höhenlinienbild auf dem Hintergrundlayer Topographische Karte.
2. ↑  Höhe nach grauer Beschriftung auf dem Hintergrundlayer Topographische Karte.
3. ↑  Länge nach dem Layer Gewässernetz (AWGN).
4. ↑  Einzugsgebiet nach dem Layer Basiseinzugsgebiet (AWGN).
5. 1 2  Länge abgemessen auf dem Hintergrundlayer Topographische Karte.
6. 1 2  Einzugsgebiet abgemessen auf dem Hintergrundlayer Topographische Karte.
7. ↑  Seefläche abgemessen auf dem Hintergrundlayer Topographische Karte.
8. ↑  Doline Saugrube nach dem Layer Geschützte Biotope und eigener Beobachtung.
9. ↑  Schutzgebiete nach den einschlägigen Layern, Natur teilweise nach dem Layer Geschützte Biotope.

### Andere Belege und Anmerkungen
1. ↑  Wolf-Dieter Sick: Geographische Landesaufnahme: Die naturräumlichen Einheiten auf Blatt 162 Rothenburg o. d. Tauber. Bundesanstalt für Landeskunde, Bad Godesberg 1962. → Online-Karte (PDF; 4,7 MB)
2. ↑  Geologie nach den Layern zu Geologische Karte 1:50.000 auf: Mapserver des Landesamtes für Geologie, Rohstoffe und Bergbau (LGRB) (Hinweise). Ein ähnliches Bild bietet die unter → Literatur aufgeführte geologische Karte.
3. ↑  Die im Geotopsteckbrief der Schweinsgrube (PDF, 350 kByte) des LGRB angezeigte Koordinate der Gipskeuperdoline liegt viel zu weit westlich und hoch am Hang in den Oberen Bunten Mergeln.